# IBazar
iBazar è stato un sito francese di aste online, in seguito rilevato da eBay e trasformato in eBay Italia.

## Storia
eBay Inc., la più grande comunità di trading online a livello mondiale, annunciò il 23 febbraio 2001 di avere deciso l'acquisizione di iBazar S.A. (www.iBazar.com), pioniere in Europa del trading online attraverso il meccanismo della vendita all'asta.
Con base a Parigi, iBazar ha introdotto in Francia il trading online "person-to-person" al momento del lancio sul mercato avvenuto nell'ottobre 1998. iBazar vantava un totale di 2,4 milioni di utenti registrati e nel corso del quarto trimestre del 2000 e realizzò più di 3,1 milioni di iscrizioni e vendite lorde di merci (GMS) per oltre 95 milioni di US$.
Sulla base delle GMS (Gross Merchandise Sales) e del raggio d'azione, si ritiene che iBazar detenesse i siti leader in tutti i suoi mercati, fatta eccezione per la Svezia.
L'acquisizione ebbe la forma di una combinazione di imprese per acquisto e fu subordinata a varie approvazioni di normative, del governo e degli azionisti. A titolo di pagamento del 100% delle azioni di iBazar in circolazione, eBay emise circa 2,25 milioni di azioni di capitale azionario, soggette ad una valutazione minima di 66 milioni di US$ e ad una valutazione massima di 112 milioni di US$, determinata dal valore delle azioni eBay alla chiusura del mercato.